# Dani satire Fadila Hadžića
Dani satire Fadila Hadžića su godišnji festival koji okuplja najbolja komediografska i satirička djela hrvatske kazališne produkcije, uz sudjelovanje istaknutih produkcija iz inozemstva, a odražava se u zagrebačkom satiričkom kazalištu Kerempuh.

## O festivalu
Festival je natjecateljskog karaktera. Predstave u službenoj konkurenciji bira selektor. Domaća i inozemna kazališta ravnopravno sudjeluju u konkurenciji za nagrade, a ocjenjivački sud od tri člana dodjeljuje šesnaest nagrada Zlatni smijeh te specijalne nagrade. Festival se održava od 1976. pod nazivom "Dani satire", a 2012. godine festival je promijenio ime, te se zove "Dani satire Fadila Hadžića" u spomen na utemeljitelja festivala, satiričara Fadila Hadžića. 

## Nagrade
Velika nagrada za najbolju predstavu u cjelini:
- 1982. K. Waterhouse - W. Hall: Tko je tko, Satiričko kazalište Kerempuh
- 1983. Fadil Hadžić: Ljubav na prvi pogled, Teatar u gostima
- 1984. Krešimir Dolenčić: Oženih se vješticom, režija: Krešimir Dolenčić, Studentski kulturni centar, Zagreb
- 1985. Aleksandar Popović: Mrešćenje šarana, Zvezdara Teatar, Beograd
- 1986. Bertolt Brecht: Pir malograđana, Slovensko narodno gledališče, Ljubljana
- 1988. Nikolaj Vasiljevič Gogolj: Ženidba, Satiričko kazalište Kerempuh
- 1989. Grupa autora: Izlaz iz situacije, Satiričko kazalište Kerempuh
- 1990. Ivan Kušan: Čaruga, Satiričko kazalište Kerempuh
- 1991. Carlo Goldoni: Ribarske svađe, HNK Split
- 1992. Paul Shafer: Letice i ljublist, Mala scena
- 1993. Miroslav Krleža: Krležijada, režija: Zlatko Vitez, Glumačka družina Histrion
- 1994. Tituš Brezovački: Diogeneš, Glumačka družina Histrion
- 1995. Ivo Brešan: Predstava Hamleta u selu Mrduša Donja, režija: Mustafa Nadarević, Satiričko kazalište Kerempuh
- 1996. Carlo Goldoni: Ribarske svađe, režija: Joško Juvančić, Gradsko dramsko kazalište Gavella
- 1997. Grupa autora: Izbacivači, Teatar Exit
- 1998. Nikolaj Vasiljevič Gogolj: Revizor, Satiričko kazalište Kerempuh
- 1999. Nenad Stazić: Pljuska, Satiričko kazalište Kerempuh
- 2000. Moliere: Nemoćnik u pameti, Gradsko kazalište Komedija
- 2001. Tennesie Williams/Boris Dvornik: Tetovirana ruža (Serafina Splićanka), HNK Split
- 2002. Janusz Glowacki: Četvrta sestra, režija: Ivica Boban, Dubrovačke ljetne igre/Knapp/Marka
- 2003. Nina Mitrović: Komšiluk naglavačke, režija: Saša Anočić, HNK Ivana pl. Zajca, Rijeka
- 2004. Eduardo de Filippe: Filumena Martuano, HNK Ivana pl. Zajca, Rijeka
- 2005. August Šenoa/Nino Škrabe: Ljubica, Glumačka družina Histrion
- 2006. Svjetlan Lacko Vidulić/Rene Medvešek: Vrata do, režija: Rene Medvešek, ZKM
- 2007. Anton Pavlovič Čehov: Brak iz računa, režija: Dražen Ferenčina, Satiričko kazalište Kerempuh
- 2008. Janusz Glowacki: Četvrta sestra, režija: Samo M. Strelec, Gradsko dramsko kazalište Gavella
- 2009. Damir Karakaš/Igor Rajki/Nina Mitrović/Filip Šovagović/Ivan Vidić: Zagrebački pentagram, režija: Paolo Magelli, ZKM
- 2010. Molière/Jean-Baptiste Lully: Građanin plemić, režija: Krešimir Dolenčić, HNK Zagreb
- 2011. Nikolaj Vasiljevič Gogolj: Revizor, režija: Jernej Lorenci, Dubrovačke ljetne igre/ZKM
- 2012. Ivor Martinić: Moj sin samo malo sporije hoda, režija: Janusz Kica, ZKM
- 2013. Molière: Tartuffe, režija: Jernej Lorenci, ZKM
- 2014. Ivo Brešan: Predstava Hamleta u selu Mrduša Donja, režija: Vinko Brešan, Satiričko kazalište Kerempuh
- 2015. Bobo Jelčić: Ko rukom odneseno, režija: Bobo Jelčić, Teatar ITD
- 2016. Bela Pinter: Naše tajne, režija: Bela Pinter, Ansambl Bela Pinter, Budimpešta
- 2017. Nikolaj Erdman: Život je lijep, režija: Aleksandar Morfov, Makedonski narodni teatar, Skoplje
- 2018. Carlo Goldoni/Predrag Lucić: Barufe, režija: Vito Taufer, Gledališće Koper/INK Pula/Slovensko narodno gledališće Nova Gorica/Stalno gledališće Trst
- 2019. Jure Karas: Realisti, režija: Tijana Zinajić, Slovensko narodno gledališće Nova Gorica, Slovenija
- 2020. Una Vizek: Ja od jutra nisam stao, režija: Nana Šojlev, Satiričko kazalište Kerempuh
- 2021. Bobo Jelčić: Hrvatski put ka sreći, režija: Bobo Jelčić, Satiričko kazalište Kerempuh
- 2024. Matteo Spiazzi: Raj, režija: Matteo Spiazzi, Slovensko ljudsko gledališče Celje
- 2025. Ivor Martinić: Sin, majka i otac sjede za stolom i dugo šute, režija: Aleksandar Švabić, ZKM

## Vanjske poveznice
- Službene stranice  Arhivirana inačica izvorne stranice od 29. lipnja 2009. (Wayback Machine)